# Cmentarz żydowski we Wschowie
Cmentarz żydowski we Wschowie – cmentarz w miejscowości Wschowa, w województwie lubuskim. Miejsce pochówku rabinów: Jakuba Hirsza Ellenberga, Salomona Michela Weinera, Hirsza Kaskela Graphana i Jakoba Jerechmiela Alberbranda.
Cmentarz został założony w 1759 i zajmuje powierzchnię 0,6 ha, na której, wskutek dewastacji z czasów nazistowskich, zachowało się jedynie około dziesięciu nagrobków, spośród których najstarszy pochodzi z 1826 roku.